# 三界埔
三界埔，是臺灣嘉義縣水上鄉的一個傳統地域名稱，位於該鄉東南部凸出部分的東北側。相較於今日行政區，其範圍大致包括三界村、國姓村。

## 歷史
台灣日治初期，三界埔地區為一街庄（舊制街庄），稱為「三界埔庄」，隸屬於下茄苳南堡。該庄西北及北隔八掌溪支流赤蘭溪與下六庄、頂六庄為界，東隔赤蘭溪支流沄水溪與石頭厝庄為界，東南與柚仔宅庄為鄰，南邊為牛稠埔庄，西南邊為番仔藔庄。
1901年（日治明治三十四年）11月11日，全台設置二十廳，該庄隸屬於嘉義廳。1904年（明治三十七年）2月15日，該庄編入「番仔寮區」，隸屬於嘉義廳。1909年（明治四十二年）10月25日，全台整併二十廳為十二廳，該庄仍隸屬於嘉義廳。1910年（明治四十三年）1月18日，各區管轄區域調整，該庄仍隸屬於嘉義廳的「番仔寮區」。
1920年（大正九年）10月1日，全台廢十二廳改設五州二廳，該庄改制為「三界埔」大字，隸屬於臺南州嘉義郡水上庄（新制街庄）。
戰後水上庄改制為水上鄉，隸屬於臺南縣，大字亦改制為村。1950年（民國39年）10月，雲、嘉、南分治，水上鄉改隸屬於嘉義縣。

## 聚落
本地區發展較早的聚落為三界埔、竹圍仔、頂厝仔、廟後、下庄尾等，在日治期初期的官方地圖上已有記載。此外，本地區尚有田中央聚落。

## 交通
國道3號又稱「福爾摩沙高速公路」，是貫穿台灣西部的兩條縱向高速公路之一，經過本地區西北半部，並在省道台82線（東西向快速公路－東石嘉義線）交會處設有水上系統交流道。最近的一般交流道是北側省道台18線交會處的中埔交流道，亦可利用西側縣道165號與省道台82線交會處的嘉義交流道再轉接水上系統交流道。由此等可快速前往國道3號沿線各地。
省道台82線又稱「東西向快速公路－東石嘉義線」，其東側端點（終點）在本地區中西部與國道3號交會處的水上系統交流道。最近的一般交流道是西側縣道165號交會處的嘉義交流道，由此可快速前往台82線沿線各地。
鄉道嘉138線是檳榔宅至石硦的道路。
鄉道嘉138-1線是公館至柚仔宅的道路。

## 學校
- 成功國小

## 宗教場所
- 水上三祝宮
- 水上協安宮